# 徐鸣 (1958年)
徐鸣（1958年1月—），安徽凤阳人，中华人民共和国政府官员，1975年12月参加工作，1977年12月加入中国共产党。

## 生平

### 学习经历
1984年9月至1986年7月，解放军南京政治学院政治系政治理论专业学习。1989年8月至1992年6月，中共中央党校函授学院经济管理专业本科学习。1990年9月至1994年12月，北京理工大学管理工程专业学习，获硕士学位。

### 工作经历

#### 工作初期
徐鸣于1975年12月参加工作，1977年12月加入中国共产党。到1978年3月间在安徽省凤阳县二铺公社做知青。1978年3月参军，历任中国人民解放军59322部队战士、参谋、副指导员。1986年7月至1987年9月间，在中国人民解放军总后勤部工程建筑第一总队劳资处任参谋。

#### 中央工作期间
1987年9月转业，在国家经济委员会、国家计委人事司调配处担任干部。
1991年8月调任国家计委人事司，后担任国务院生产办秘书局副处长。1992年12月至1994年4月，任国务院经济贸易办公室对外经济合作司综合处副处长；后至1999年12月间，任国家经济贸易委员会外经贸司、外经司外资处处长；于1999年12月至2003年6间，任国家经贸委对外经济协调司副司长。
2003年6月至2004年10月，在商务部市场体系建设司任副司长；2004年10月至2005年1月，任商务部市场体系建设司司长；后至2006年3月间，担任商务部市场体系建设司司长、政策研究室主任；2006年3月至2008年4月间，任商务部综合司司长。

#### 重庆期间
2008年4月，随薄熙来调任至重庆市，先后担任重庆市委副秘书长、研究室主任。2010年6月，担任重庆市委秘书长、研究室主任，市直属机关党工委书记。2010年9月，任重庆市委秘书长，市直属机关党工委书记。2010年12月，“经中央批准”，升任重庆市委常委、秘书长，同时兼任市直属机关党工委书记。2011年12月，任重庆市委常委，并任两江新区党工委书记、兼任管委会主任（副省级）。2012年6月至2013年3月间，不再担任市委常委，任两江新区党工委书记、管委会主任。

#### 重返中央
2013年3月12日，国务院发布人事任免决定，任命徐鸣为国家粮食局副局长（保留副部长级待遇）。2018年3月退休。

### 落马
2021年7月13日，据中央纪委国家监委网站消息，原国家粮食局党组成员、副局长徐鸣涉嫌严重违纪违法，目前正接受中央纪委国家监委纪律审查和监察调查，成为国家粮食和物资储备局（原国家粮食局）首个落马的省部级干部。
2022年4月7日，徐鸣涉嫌受贿、利用影响力受贿一案由国家监察委员会调查终结，经最高人民检察院指定，由福建省厦门市人民检察院审查起诉，厦门市人民检察院已向厦门市中级人民法院提起公诉。起诉书指出，徐鸣除了在任上利用职务之便，收受贿赂5120萬餘元以外，在从重庆离职后仍然利用原担任重庆市委常委、秘书长等职务便利为他人谋取利益，非法收受他人财物，因此构成受贿罪和利用影响力受贿罪。
2023年6月20日，福建省厦门市中级人民法院公开宣判原国家粮食局党组成员、副局长徐鸣受贿、利用影响力受贿一案，对被告人徐鸣以受贿罪判处有期徒刑十四年，并处罚金人民币四百万元，以利用影响力受贿罪判处有期徒刑二年，并处罚金人民币十万元，决定执行有期徒刑十五年，并处罚金人民币四百一十万元；对查封、扣押、冻结在案的徐鸣受贿和利用影响力受贿犯罪所得财物及其孳息，依法予以追缴，上缴国库。